# Región de Sool

Sool es una región (gobolka) en el norte de Somalia y fue parte del protectorado de  Estado derviche. Su capital es Las Anod. Limita con Etiopía y las regiones de Togdheer, Sanaag, Bari y Nugaal.
Esta región consiste de 6 distritos:
- Ainabo
- Boane
- Hudu
- Las Anod
- Taleh
- Yagori

## Disputa territorial
Sool es reclamado por los estados autoproclamados de Khatumo y Somalilandia y Puntland. Junto con Sanaag, Sool es la fuente de disputas entre ambas naciones. Sool es la única región de Somalia a la que la guerra civil no la afectó sustancialmente.
Desde 2003 hasta octubre de 2007 esta región estuvo ocupada por fuerzas de Puntland.[1] Después del conflicto de 2007, las fuerzas militares de Somalilandia ocupan la región. Hay una fuerte oposición contra la presencia de estas fuerzas en la región.
- Datos: Q848864
- Multimedia: Sool Region / Q848864